# Francis Dupuis-Déri
Francis Dupuis-Déri, nacido en Montreal (Canadá) en 1966, es un investigador francocanadiense y profesor de ciencia política en la Universidad de Quebec, en Montreal (UQAM).
Su trabajo como investigador se centra en el estudio de movimientos sociales como la alterglobalización, el antifeminismo y el masculinismo, así como los hombres profeministas, la represión policial, el anarquismo, la guerra y la democracia.

## Biografía
Francis Dupuis-Déri nació en 1966 en Montreal de padre francés, Thomas Déri, y madre canadiense, Colette Dupuis.
Desde 2006, enseña en el departamento de ciencias políticas y en el Instituto de Investigación y de Estudios Feministas (IREF) de la Universidad de Quebec en Montreal (UQAM), donde es profesor de ciencias políticas y estudios feministas, especialista en antifeminismo y anarquismo. Anteriormente, también fue investigador en el Instituto Tecnológico de Massachusetts y en el Centro de Investigación en Ética de la Universidad de Montreal (CREUM).[cita requerida] Tiene un doctorado en ciencias políticas de la Universidad de Columbia Británica (UBC) en Vancouver.[cita requerida]

### Feminismo
Francis Dupuis-Déri publica varios artículos sobre diversas cuestiones feministas en las revistas Recherches féministes et Nouvelles Question Féministes. Los más consultados son "Hombres profeministas : compañeros de viaje o falsos amigos" y "Breve guía de "desempoderamiento" para hombres profeministas". Con Melissa Blais, coordina la obra El movimiento masculinista en Quebec - el antifeminismo desenmascarado (2008) y Un repaso de un atentado antifeminista - Escuela Politécnica 6 de diciembre de 1989 (2010), con Lyne Kurtzman y Dominique Payette. Con Diane Lamoureux coordina la obra Antifeminismos - análisis de un discurso reaccionario (2015). En 2018 publicó el libro La crisis de la masculinidad: autopsia de un mito tenaz, que aborda la cuestión de la crisis de la masculinidad desde una perspectiva profeminista.